# 梁雨恩
梁雨恩（英語：Cathy Leung Yu Yan，1985年7月9日—），原名梁曉茵，暱稱「加菲貓」，香港全職專業女鏢手。
她曾是全職香港粵語流行音樂女歌手暨音樂節目主持，於2004年出道，當時所屬的唱片公司為Boombeat Music，於2010年10月加盟星皓娛樂。

## 簡歷

### 兼職歌手時期（2004－2005年）
梁雨恩中學時就讀於中華基督教會銘賢書院，中七畢業後獲Boombeat Music發掘並簽下歌手合約，但在經理人及家人的鼓勵下，決定先完成大學課程才成為全職歌手。期間曾發佈兩首派台歌曲《全世界失戀》及《到此一遊》，並曾與同公司旗下歌手官恩娜出席公開活動，及在其他歌手的MV中演出。

### 暫停歌手工作（2006年）
2006年起，梁雨恩轉為專注於學業，不過同時亦有參與宣傳及音樂活動，如CASH流行曲創作大賽。年底時，因為謝安琪懷有身孕，故接任當上無綫音樂台節目《Boom部落格》的主持。

### 全職歌手時期（2007年）
梁雨恩於2007年畢業於香港中文大學，主修酒店及旅遊管理學。
完成大學課程後，正式加入香港樂壇，成為當年女新人，並於年中發表成為全職歌手後第一首派台作品《怎麼怎麼》。於9月10日推出首張個人迷你音樂專輯《Under The Sun》。

### 鏢手時期（2013年至今）
2013年，梁雨恩開展了其鏢手生涯，並於同年的10月24日她成為第二位獲選為DARTSLIVE OFFICIAL PLAYER的女性飛鏢選手。其後更於2016年Soft Darts World Cup賽事代表香港隊獲得世界冠軍。
2017年梁雨恩成為全職鏢手，她表示未來會繼續以飛鏢比賽作為事業，並會將飛鏢運動推廣和教育。

## 音樂作品

### 專輯
- 2007年9月10日：《Under The Sun》（CD+DVD）
- 2015年9月2日：《情旅·侶程》（CD+DVD）

### 其他歌曲
- 心仍在跳（收錄於《Yeah Show福音專輯》）
- 如果看見明天（《如果還有明天》主題曲，收錄於《天使心II為神上路》）
- 賣火柴的門徒（《人生熱線之夢想成真》主題曲，收錄於《天使心II為神上路》）
- Silk Road 絲路（“苗圃單車助學行”主題曲）
- 我的魔術師（收錄於《天愛4》）
- 其實我不只一個人（收錄於《天愛5》）
- 足印
- 浴火為凰[10]（舞台劇《火鳳燎原主題曲》主題曲）
- 那年的天總是藍[11]（舞台劇《書虫的少年時代》主題曲）

### 派台歌曲成績
| 四台上榜歌曲最高位置 | 四台上榜歌曲最高位置 | 四台上榜歌曲最高位置 | 四台上榜歌曲最高位置 | 四台上榜歌曲最高位置 | 四台上榜歌曲最高位置 | 四台上榜歌曲最高位置                                       | 四台上榜歌曲最高位置 |
| -------------------- | -------------------- | -------------------- | -------------------- | -------------------- | -------------------- | ---------------------------------------------------------- | -------------------- |
| 唱片                 | 歌曲                 | 903                  | RTHK                 | 997                  | TVB                  | 備註                                                       |                      |
| 2005年               |                      |                      |                      |                      |                      |                                                            |                      |
| Under The Sun        | 全世界失戀           | -                    | -                    | 10                   | -                    |                                                            |                      |
| Under The Sun        | 到此一遊             | -                    | -                    | -                    | -                    |                                                            |                      |
| 2007年               |                      |                      |                      |                      |                      |                                                            |                      |
| Under The Sun        | 怎麼怎麼             | 8                    | 7                    | 3                    | -                    |                                                            |                      |
| Under The Sun        | 地下鐵               | 20                   | -                    | -                    | -                    |                                                            |                      |
| Under The Sun        | 最佳配樂             | -                    | -                    | -                    | -                    |                                                            |                      |
| 2010年               |                      |                      |                      |                      |                      |                                                            |                      |
|                      | 晴天霹靂             | -                    | -                    | -                    | -                    | Featuring 方家煌、彭紀諺                                   |                      |
| 2012年               |                      |                      |                      |                      |                      |                                                            |                      |
| 天愛3 - 聖誕聯歡會   | 聖誕聯歡會           | -                    | -                    | -                    | -                    | 與王祖藍、泳兒、鍾舒漫、張致恆、馮允謙、許靖韻、張彥博合唱 |                      |
| 2015年               |                      |                      |                      |                      |                      |                                                            |                      |
| 情旅·侶程            | 2015等‧燈            | -                    | -                    | 4                    | -                    | 另派點燈版版本                                             |                      |
| 2016年               |                      |                      |                      |                      |                      |                                                            |                      |
|                      | 延續                 | -                    | -                    | -                    | -                    | 群星合唱 《家駒...愛心延續慈善演唱會2016》主題曲           |                      |
|                      | 那年的天總是藍       | -                    | -                    | -                    | -                    | 舞台劇《書虫的少年時代》主題曲                             |                      |

| 各台冠軍歌總數 | 各台冠軍歌總數 | 各台冠軍歌總數 | 各台冠軍歌總數 | 各台冠軍歌總數    |
| -------------- | -------------- | -------------- | -------------- | ----------------- |
| 903            | RTHK           | 997            | TVB            | 備註              |
| 0              | 0              | 0              | 0              | 四台冠軍歌總數：0 |

## 演出作品

### 兼職歌手時期
- 中大校園電台節目《十、十五、二十》嘉賓主持[12]
- 官恩娜《暗戀航空》MV
- 赤子《唯一愛》MV
- 《全世界失戀》MV（TVB版）
- 香港電台 – 太陽計劃閱讀Teen 2005[13]
- 無綫電視 – 2005年翡翠歌星賀台慶「Diva弦動華麗樂章」
- 香港電台節目《Hello Teen Power》（2006年7月10日）[14]
- 香港電台 – 職安Power全起動06/07檢閱禮[15][16]
- 麗港城商場苗圃助學長征2006[17]
- 第十八屆CASH流行曲創作大賽 – 演繹作品：《二人座》[6]

### 全職歌手時期
- 香港電台電視節目《我是香港人》 – 飾演葉港樂[18]
- 無綫音樂台節目《Boom部落格》主持[7]
- Beauty Tech
- 地鐵廣告
- 惠康廣告
- 可口可樂廣告（中國）
- 香港電台節目 愛。火花《沒有無言的世界》
- 《怎麼怎麼》MV（TVB版）
- 香港電台節目《Teen Power》Web J[19][20][21]
- Pacino Wan 2007春夏時裝表演[22]
- De Beers鑽飾演繹
- 無綫電視 – 2007年翡翠歌星賀台慶「迷人兵Lady」
- 電影《家有囍事2009》（客串）
- 《最危險人物》 – 飾演Michelle（由影音使團拍攝）[23]
- 香港電台電視節目《火速救兵》
- 鍾舒漫《天愛》MV（與彭紀諺一同演出）
- 《如果還有明天2》 – 藝人‧警察‧過來人（由影音使團拍攝，於亞洲電視播出）
- 無綫生活台 ( 2012年) / 無綫J2台 ( 2013年 )旅遊節目： 非常‧杜拜
- 創世電視 ( 2014年) 音樂節目《Music in Love》
- 無綫電視 – 2023年歡樂滿東華2023[24]

## 獎項
2007年
- 叱咤樂壇流行榜頒獎典禮 – 叱咤樂壇生力軍女歌手銅獎
- RoadShow至尊音樂頒獎禮 – 至尊新人

## 外部連結
- 梁雨恩在香港影庫上的簡介
- Weibo （页面存档备份，存于）
- Facebook （页面存档备份，存于）
- Instagram （页面存档备份，存于）
- 梁雨恩Yahoo! blog